# Эль-Мишхаб
Эль-Мишхаб (араб. المشخاب‎) — город на юге Ирака, расположенный на территории мухафазы Наджаф.

## Географическое положение
Город находится в северной части мухафазы, на правом берегу Евфрата, на высоте 12 метров над уровнем моря.

Эль-Мишхаб расположен на расстоянии приблизительно 23 километров к юго-востоку от Эн-Наджафа, административного центра провинции и на расстоянии 158 километров к югу от Багдада, столицы страны.

## Население
По данным последней официальной переписи 1965 года, население составляло 6 899 человек.
Динамика численности населения города по годам:
| 1965  | 2012   |
| ----- | ------ |
| 6 899 | 27 177 |